# University of Liverpool
University of Liverpool er et statsligt universitet i Liverpool, England. Det blev grundlagt i 1881 som college og er et af de oprindelige seks rødstensuniversiteter i landet. Det er det ældste i en række af britiske universiteter, der blev oprettet under den victorianske uddannelsesreform, der fandt sted fra 1870'erne og frem.
Universitetet har i alt ti nobelpristagere blandt sine tidligere studerende/ansatte og er nu medlem af de britiske forskningsuniversiteters samarbejdsgrupper N8 Group og Russell Group.

## Historie
I 1881 blev University College Liverpool grundlagt og åbnet for studerende i 1882. Fra 1884 var det en del af det historiske Victoria University i næsten 20 år, en fusion udvidet med colleges i Manchester og Leeds i 1887. I 1903 blev det gennem et royal charter adskilt fra universitetet og etableret som et selvstændigt  universitet.
Blandt institutionerne er det medicinske fakultet ved University of Liverpool, som siden 1899 også har omfattet en afdeling for tropemedicin og et universitetshospital.
I dag er universitetet også kendt for sit fjernundervisningsprogram, som tilbyder ca. 30 magister- og ph.d.-uddannelser.

## Organisation og struktur
University of Liverpool rangerer blandt den ene pct. i toppen af alle universiteter verden over i henhold til Academic Ranking of World Universities og har tidligere på samme rangliste fået en placering blandt de 150 bedste universiteter globalt set. Foruden medlemskabet af Russell Group, er universitetet ligeledes grundlægger og medlem af Northern Consortium.
Universitetet havde tidligere et strategisk partnerskab med Laureate International Universities, en sammenslutning af privatuniversiteter for University of Liverpool online-uddannelser. I 2019 annoncerede universitetet et nyt partnerskab med Kaplan Open Learning til erhvervelse af akademiske grader online.

## Samarbejde med kinesisk universitet
Den 23. maj 2006 etablerede University of Liverpool et samarbejde med Xi’an Jiaotong-universitetet i Shaanxi-provinsen, Kina. "Xi’an Jiaotong-Liverpool University" (forkortet: XJTLU) er et universitet for naturvidenskab og ingeniørvidenskab med ekstra fokus på det engelske sprog. Undervisningen foregår på engelsk, og de fleste fakulteter har en høj andel af internationale professorer. Studerende opnår ved fuldførelsen både en universitetsgrad fra Xi'an Jiaotong-Liverpool University samt en grad fra University of Liverpool.

## Fakulteter
Universitetet i Liverpool er opdelt i tre fakulteter med i alt 35 institutter, der tilbyder mere end 400 kurser for de studerende. Fakulteterne er navngivet:
- Humanities and Social Sciences
- Science and Engineering
- Health and Life Sciences

## De studerende
Af de 29.600 studerende for studieåret 2019/2020 var 16.275 kvinder (55,0 pct.) og 13.325 mænd (45,0 pct). 18.575 studerende kom fra England, 110 fra Skotland, 1.015 fra Wales, 605 fra Nordirland, 1.010 fra EU og 8.160 fra lande uden for EU., hvilket i alt betød, at 9.165 (31,0 pct.) kom fra udlandet. 22.690 af de studerende var på vej mod deres første grad, dvs. de var indskrevet på en prægraduat uddannelse, mens 6.910 arbejdede hen imod en overbygningsgrad, og var studerende på postgraduate uddannelser. Af disse arbejdede 2.110 med forskning.
I 2014/2015 var 12.175 kvinder og 10.540 mænd indskrevet på universitetet, i alt 22.715 studerende, mens tallet for 2018/2019 var 29.695.

## Nobelprisvindere
- Ronald Ross (1857–1932), læge, Nobelprisen i fysiologi eller medicin 1902
- Charles Glover Barkla (1877–1944), fysiker, Nobelprisen i fysik 1917
- Charles Scott Sherrington (1857–1952), neurofysiolog, Nobelprisen i fysiologi eller medicin 1932
- James Chadwick (1891–1974), fysiker, Nobelprisen i fysik i 1932 for opdagelsen af neutroner
- Robert Robinson (1886–1975), kemiker, Nobelprisen i kemi 1947
- Har Gobind Khorana (1922–2011), molekylærbiolog, Nobelprisen i fysiologi eller medicin 1968
- Rodney R. Porter (1917–1985), biokemiker, Nobelprisen i fysiologi eller medicin 1972
- Ronald Coase (1910–2013), økonom, Nobelprisen i økonomi 1991
- Józef Rotblat (1908–2005), fysiker Nobels fredspris 1995
- Martin Lewis Perl (1927–2014), fysiker, Nobelprisen i fysik 1995

## Andre berømte studerende
- Lascelles Abercrombie, britisk digter og litteraturforsker (1881–1938)
- Philip Clarke, CEO fra detailkæden Tesco
- Frank Duckworth, statistiker, udviklede Duckworth–Lewis–Stern-metoden til cricket
- Carol Ann Duffy, skotsk digter og dramatiker
- Dawda Kairaba Jawara, første statsoverhoved for det afrikanske land Gambia
- Sanjay Jha, Co-CEO i Motorola
- Tony McNulty, britisk politiker (Labour Party), der besad flere ministerposter
- Donald Nicholls, tidligere dommer i Overhusets appeludvalg, Storbritannien
- William Parry, matematiker, forskning inden for dynamiske systemer og ergodisk teori
- Stella Rimington, første direktør for den britiske hjemmeefterretningstjeneste MI5
- David Weatherall, britisk molekylærbiolog og læge ved University of Oxford
- Brian May, britisk musiker samt mangeårigt medlem og medstifter af rockbandet Queen; desuden fysiker og æreskansler ved University of Liverpool fra 2008 til 2013